# Umbrăreşti
Umbrăreşti é uma comuna romena localizada no distrito de Galaţi, na região de Moldávia. A comuna possui uma área de 80.63 km² e sua população era de 7094 habitantes segundo o censo de 2007.